# اناچائو
اناچائو (به لاتین: Anachów) یک منطقهٔ مسکونی در لهستان است که در Gmina Głogówek واقع شده‌است.